# Бибер, Хейли
Хе́йли Ро́уд Би́бер (англ. Hailey Rhode Bieber; в девичестве Болдуин (Baldwin), род. 22 ноября 1996) — американская модель. Представительница голливудской династии и младшая дочь актёра Стивена Болдуина. В мае 2017 года возглавила список самых красивых женщин в мире по версии журнала Maxim, а в ноябре 2017 получила титул «Самая влиятельная девушка в мире стиля» на церемонии FN Achievement Awards 2017.

## Ранние годы
Родилась 22 ноября 1996 года в Тусоне, Аризона, в семье актёра Стивена Болдуина, младшего из братьев Болдуин, и графического дизайнера Кеннии Деодато Болдуин. Её мать — бразильянка с португальскими, итальянскими и испанскими корнями. У её отца английские, ирландские, шотландские, французские и немецкие корни. Её дедушка по материнской линии — композитор Эумир Деодато. У Хейли есть старшая сестра Алайа (род. 1993), также выбравшая карьеру модели.
Своё детство Хейли провела в городе Наяк, штат Нью-Йорк. С 5 лет начала заниматься классическим балетом и мечтала стать профессиональной балериной, однако спустя 12 лет ей пришлось бросить любимое занятие из-за серьёзной травмы ноги.
После восьмого класса Хейли перешла на домашнее обучение, так как, по её словам, ей было довольно сложно общаться с одноклассниками из-за постоянных расспросов о её знаменитой семье. Хейли ходила в Восточную христианскую школу, воспитана в христианских традициях. Она очень религиозна, часто посещает церковь и делится в социальных сетях цитатами из Библии.

## Карьера
Карьеру модели девушка начала в 2014 году. Первым модельным агентством, с которым начала сотрудничать Болдуин, стало Ford Models. Хейли начала сниматься для таких журналов, как Tatler, Love, V и i-D и участвовала в съёмках для зимнего сезона бренда одежды French Connection. В октябре 2014 года Хейли дебютировала на подиуме для показов Topshop и французского модельера Сони Рикель. В декабре 2014 года она принимала участие в фото-сессии для журнала Love, и в съёмках короткометражного фильма, снятого фотографом Дэниелом Джексоном и выпущенного на официальном Ютуб канале журнала.
В январе 2015 года, Болдуин снялась для американского журнала Vogue, а в марте 2015 для Teen Vogue. В апреле 2015 Хейли впервые появилась на обложке — в журнале Jalouse. В этом же месяце девушка снялась для обложек голландского издания L’Officiel и американского издания журнала Wonderland, а также фигурировала в редакционных материалах для Miss Vogue и журнала W. В июле 2015 Хейли приняла участие в съёмках рекламы для бренда Polo Ralph Lauren вместе с австралийским певцом Коди Симпсоном, а в октябре 2015 — участвовала в подиумных показах Tommy Hilfiger и Philipp Plein.
В январе 2016 года Хейли появилась в кампании Ralph Lauren, а также снялась для корейского издания журнала Vogue. В этот период она также снималась для журнала Self и участвовала в съёмках рекламы для бренда H&M. В марте 2016 Болдуин подписала контракт с высококлассным модельным агентством IMG Models, с которым также сотрудничают подруги её сестры Хадид, а в мае 2016 появилась на обложке издания Marie Claire, который назвал Хейли новым лицом индустрии. В июне 2016 Хейли сотрудничала с компанией Moschino, вместе с такими супермоделями, как Шанель Иман, Миранда Керр и Алессандра Амбросио. В этом же месяце она начала сотрудничество с брендом Guess. В том же 2016 году, модель принимала участие в фото- и видеосъёмках для кампании UGG, а также стала лицом лимитированной коллекции одежды от Karl Lagerfeld, которая была доступна в Северной Америке под названием Love From Paris. Болдуин появилась в передовых статьях летних выпусков журналов Glamour Magazine и итальянского издания Vogue. В сентябре 2016 Хейли приняла участие в Нью-Йоркской неделе моды, где представила такие бренды, как Tommy Hilfiger, Prabal Gurung, Jeremy Scott, Tory Burch и Matty Bovan. После окончания американской недели моды, Хейли отправилась в Лондон, где провела вечеринку, предваряющую Лондонскую неделю моды, и приняла участие в модном показе Джулиана Макдональда. Болдуин также принимала участие в неделях моды Милана и Парижа, появившись на подиуме показов Dolce & Gabbana и Elie Saab. В 2016 Хейли сотрудничала с брендом одежды The Daily Edited, с которым они создали совместную капсульную коллекцию сумочек под названием #theHAILEYedited, а позже она объявила о сотрудничестве с ещё одним британским брендом — Public Desire. Хейли также заявила, что запускает собственную коллекцию средств для макияжа, производством которой займётся австралийский бренд ModelCo. Летом 2016 Хейли появилась на обложках таких журналов, как ES Magazine. В ноябре 2016 Болдуин украсила обложку австралийского выпуска Harper’s Bazaar и приняла участие в фотосессии для передовой статьи французского журнала Elle. В декабре 2016 модель появилась на обложке журнала Gritty Pretty Magazine.
В январе 2017 года, девушка снялась для обложки испанского издания Harper’s Bazaar, вместе с манекенщиком Джоном Кортахареном, а также украсила собой зимний выпуск журнала Wonderland, Harper’s Bazaar, приняв участие в довольно откровенной фотосессии. В феврале 2017 модель приняла участие в показе весенней коллекции Tommy Hilfiger в Калифорнии, а также появилась на обложке австрийского издания журнала Woman Magazine, а в апреле 2017 на обложке малайзийского издания журнала Cleo. В мае 2017 Болдуин возглавила список «100 самых красивых женщин в мире», по версии журнала Maxim, и появилась на обложке июньского выпуска. Хейли также украсила собой сразу три обложки журнала Elle, став лицом американского, британского и японского изданий. В июле 2017 она появилась на обложке журнала Jolie Magazine, приняла участие в фотосессии фэшн-фотографов Братьев Морелли для японского издания журнала Vogue, а в августе 2017 снова снялась для Maxim, и украсила мексиканское издание журнала. В сентябре 2017 Хейли начала сотрудничать с Adidas и JD Sports и выступила в качестве стилиста и создателя коллекции посвященной уличному стилю, которая была представлена на Лондонской неделе моды. В октябре 2017 Хейли появилась на обложке испанского издания журнала S Moda Magazine, а в ноябре 2017 получила титул «Самая влиятельная девушка в мире стиля» на церемонии FN Achievement Awards 2017. В декабре 2017 девушка снова снялась для Maxim появившись на обложке индийского издания журнала.
В марте 2018 года стала лицом бренда одежды Zadig & Voltaire, представив коллекцию весна-лето 2018. В августе 2018, в дуэте с Винни Харлоу девушки были названы домом Tommy Hilfiger, новыми иконами стиля, и представили капсульную коллекцию бренда — Tommy Icons. В сентябре 2018 года Хейли появилась на обложке испанского издания Vogue, впервые официально показав помолвочное кольцо, подаренное ей Джастином Бибером, и рассказав в интервью журналу, историю их любви.

## Личная жизнь
Встречалась с канадским певцом Джастином Бибером с декабря 2015 по январь 2016 года. С 2017 по 2018 год встречалась с другим канадским певцом, автором песен и моделью Шоном Мендесом.
В июне 2018 года Хейли и Джастин Бибер снова сошлись. 7 июля того же года Джастин сделал предложение руки и сердца Хейли. 23 ноября того же года официально подтвердилось, что пара поженилась. Болдуин сменила фамилию на Бибер в социальных сетях, а также запросила регистрацию нового товарного знака «Хейли Бибер»
В мае 2024 года Хейли и Джастин в социальных сетях объявили о беременности. 22 августа того же года у них с Джастином родился сын — Джек Блюз Бибер.
У неё множество татуировок, она отмечает, что все они очень малозаметные.

### Религия
Была воспитана евангельской христианкой и много лет посещает ту же самую церковь, что и Бибер, — «Хиллсонг».

## Бизнес
В 2020 году Бибер основала собственную марку косметики, а в 2022 году запустила бренд Rhode, названный её средним именем. По состоянию на 2025 год, за последний финансовый год доход бренда от продаж составил 212 млн долларов. В мае 2025 года модель продала Rhode косметической компании e.l.f. Beauty за 1 млрд долларов (800 млн в виде денежных средств и акций и 200 млн дополнительно в случае роста продаж в течение следующих трёх лет). При этом Бибер осталась главным креативным директором бренда и руководителем отдела инноваций.

## Фильмография

### Телевидение
| Год          | Название проекта                       | Роль      | Дополнения                           |
| ------------ | -------------------------------------- | --------- | ------------------------------------ |
| 2005         | Livin It: Unusual Suspects             | камео     | Документальный фильм                 |
| 2009         | Saturday Night Live                    | камео     | Сезон 34, эпизод 16 (02/14/09)       |
| 2015         | Secrets of New York Fashion Week       | камео     | Документальный фильм                 |
| 2015         | 2015 MTV Europe Music Awards           | соведущая | Вместе с Бьянкой Балти и Тайни Темпа |
| 2015         | Love Advent (2015)                     | камео     | Короткометражный фильм (12/21/15)    |
| 2016         | iHeartRadio Much Music Video Awards    | соведущая | Вместе с Джиджи Хадид                |
| 2016         | Love Advent (2016)                     | камео     | Короткометражный фильм (12/21/16)    |
| 2017         | 2017 MTV Video Music Awards            | камео     | Гость                                |
| 2017 — н. в. | Drop the Mic                           | соведущая | Вместе с Method Man                  |
| 2017         | The Late Late Show with James Corden   | камео     | Сезон 3, эпизод 33 (11/06/17)        |
| 2018         | Extra                                  | камео     | Эпизод #24.161                       |
| 2018         | iHeartRadio Music Awards               | соведущая | Вместе с DJ Khaled                   |
| 2018         | The American Meme                      | камео     | Документальный фильм                 |
| 2018         | The Tonight Show Starring Jimmy Fallon | камео     | Сезон 5, эпизод 117 (04/26/18)       |
| 2018         | Live with Regis and Kathie Lee         | камео     | Выпуск от 04/27/2018                 |
| 2018         | Live with Kelly and Ryan               | камео     | (04/26/18)                           |
| 2018         | «8 подруг Оушена»                      | камео     |                                      |

### Музыкальные видео
| Год  | Название песни          | Исполнитель         |
| ---- | ----------------------- | ------------------- |
| 2011 | «On My Mind»            | Cody Simpson        |
| 2016 | «Love To Love You Baby» | Baptiste Giabiconi  |
| 2020 | «POPSTAR»               | DJ Khaled ft. Drake |